# Bernhard Maaz

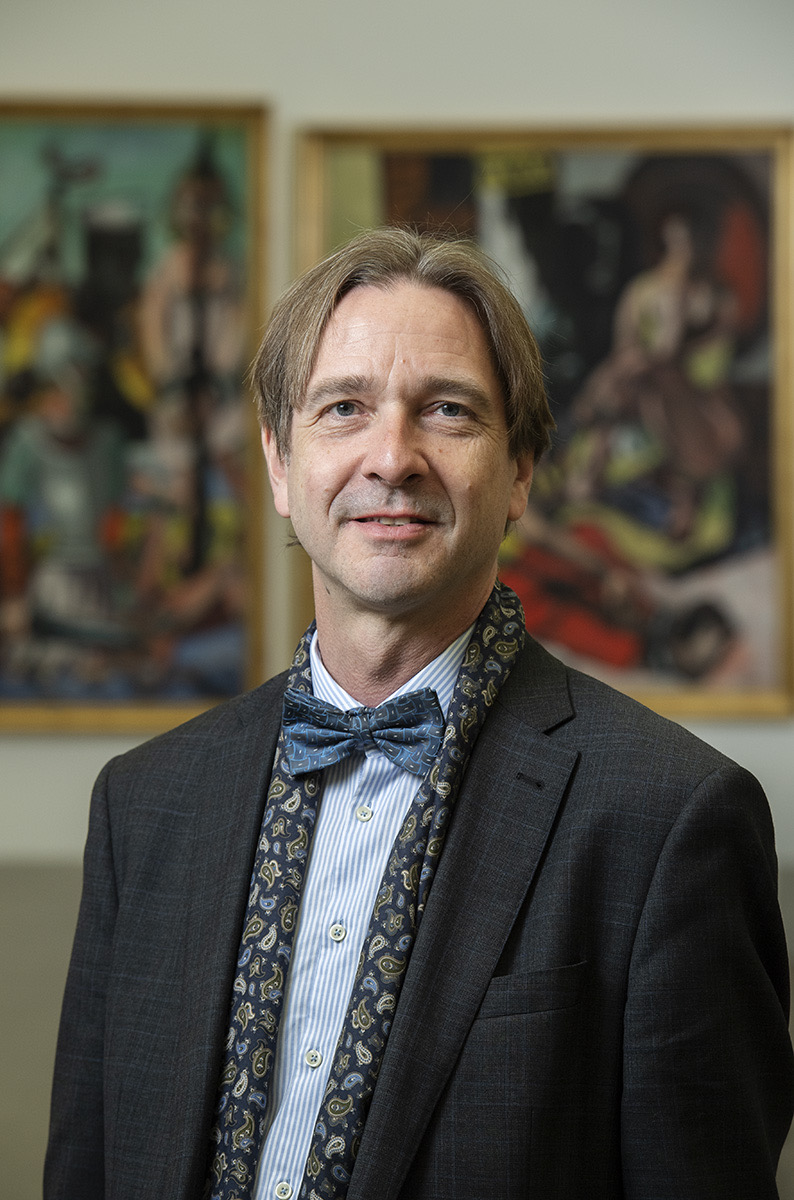
Bernhard Maaz (2018)

Bernhard Maaz (* 1961 in Jena) ist ein deutscher Kunsthistoriker.

## Leben
Bernhard Maaz studierte von 1981 bis 1986 Kunstwissenschaften mit Nebenfach Klassische Archäologie an der Universität Leipzig. 1991 wurde er an der Universität Halle mit einer Arbeit über den Bildhauer Friedrich Tieck promoviert.
1986 wurde er wissenschaftlicher Mitarbeiter bei den Staatlichen Museen Berlin, dann Kustos und ab 2003 Leiter der Alten Nationalgalerie. Deren Generalsanierung verantwortete er als Baureferent von 1998 bis 2001. Nach der Sanierung leitete er die neue Präsentation der Werke.
Von 1. Januar 2010 bis März 2015 leitete er als Direktor die Gemäldegalerie Alte Meister und das Kupferstichkabinett der Staatlichen Kunstsammlungen Dresden. Die mit dieser Berufung verbundene Zusammenlegung der Ämter wurde kritisch diskutiert. Maaz wurde zugleich stellvertretender Generaldirektor der Staatlichen Kunstsammlungen.
Von April 2015 bis April 2025 war Maaz Generaldirektor der Bayerischen Staatsgemäldesammlungen und damit der Leiter der Alten Pinakothek, der Neuen Pinakothek, der Pinakothek der Moderne, der Sammlung Schack, des Museum Brandhorst und der zwölf Staatsgalerien.
In Zusammenhang mit dem 2024 öffentlich erhobenen Vorwurf, die Bayerischen Staatsgemäldesammlungen behinderten aktiv Restitionen von in ihrem Sammlungsbestand befindlichen Raubkunst, indem sie Kenntnisse zu Provenienzen gezielt zurückhielten, geriet auch Maaz in die Kritik und wurde für die fragwürdigen Praktiken verantwortlich gemacht. Andere Presseberichte sehen in Maaz ein "Bauernopfer" und betonen mit Verweis auf verweigerte Restitutionsfälle die Verantwortlichkeit der Bayerischen Staatsregierung, insbesondere von Markus Blume. Blume benannte daraufhin weitere Probleme, für die er Maaz verantwortlich machte. So hätten Mitarbeitende Überwachungskameras zur Überwachung anderer Mitarbeitenden genutzt. Zudem soll es  Sicherheitsmängel gegeben haben. Ob Maaz von diesen Problemen wusste und ob er Maßnahmen ergriffen hat, soll untersucht werden. Am 2. April 2025 wurde Maaz als Generaldirektor durch den bayerischen Kunstminister Markus Blume freigestellt und ins Zentralinstitut für Kunstgeschichte versetzt.
Maaz kuratierte unter anderem Kunstausstellungen in Brüssel, Dublin, Berlin, München, Bremen und Dresden. Er ist Autor zahlreicher Publikationen zu Malerei, Skulptur und Museumsbauten.

## Publikationen
Maaz verfasste ein umfangreiches Werk über den Bilderschatz der Münchener Pinakotheken. In 150 Kapiteln beschreibt er 1000 Werke aus den Bayerischen Staatsgemäldesammlungen. Der erste Band „Vom Mittelalter zur Aufklärung“ ist den frühen Werken in den Pinakotheken gewidmet mit dem Schwerpunkt Albrecht Dürer. Band 2 umfasst Werke „Von der Romantik zur Moderne“. Die von ihm darin beschriebenen Gemälde wie zum Beispiel Die Sünde von Franz Stuck aus dem Jahre 1893 oder Max Beckmanns „Großes Stillleben mit Fernglas“ stellt Maaz in Kontext zu Trends und Phänomenen der Zeit- und Kunstgeschichte.